# Antonio Arcaño
Antonio Arcaño Betancourt (La Habana, 29 de diciembre de 1911-1994) fue un flautista y director de orquesta cubano, fundador de Arcaño y sus Maravillas, una de las charangas más exitosas del país. Se retiró de las presentaciones en directo en 1945, pero continuó como director de Arcaño y sus Maravillas hasta su disolución en 1958. A pesar de su temprano retiro por problemas de salud, se le considera uno de los flautistas más influyentes de la isla.

## Biografía
Tras dejar La Maravilla del Siglo, una charanga muy popular, el músico fundó La Maravilla de Arcaño, más tarde conocida como Arcaño y sus Maravillas. En la banda participaban los hermanos López (Cachao y Orestes López), compositores y multiinstrumentistas que dieron origen al danzón-mambo, precursor directo del mambo, a través de composiciones como "Rareza de Melitón", "Se va el matancero" y, sobre todo, "Mambo", la pieza que dio nombre al género. Arcaño ingresó a título póstumo en el Salón Internacional de la Fama de la Música Latina en 2000. Falleció en 1994.